# Gabriel Badilla
Gabriel Badilla Segura (San José, 30 de junho de 1984 - San José, 20 de novembro de 2016) foi um futebolista profissional costarriquenho que jogava como zagueiro.

## Carreira
Jogou a maior parte de sua carreira no Saprissa, onde começou em 2001. Após 128 partidas e 12 gols marcados, mudou-se para os Estados Unidos em 2008 para defender o New England Revolution, onde disputou apenas 6 jogos. Voltou ao Saprissa em 2009, atuando em 111 partidas. Aposentou-se em 2016, aos 32 anos.

## Seleção Costarriquenha
Pela Seleção Costarriquenha, Badilla disputou 2 edições da Copa Ouro da CONCACAF (2005 e 2006), além da Copa de 2006, tendo jogado apenas 1 jogo nesta última, contra a Polônia. No total, foram 25 partidas e um gol marcado pelos Ticos.

## Vida pessoal
Em 2013, quando ainda atuava, o zagueiro descobriu um tumor benigno em seu coração, submetendo-se a uma operação cirúrgica. Durante o procedimento, uma válvula na artéria aorta foi implantada para melhor a circulação sanguínea. Depois da cirurgia, os médicos liberaram Badilla para continuar jogando.

### Morte
Em 20 de novembro de 2016, durante uma prova de 10 quilômetros realizada em Lindora, a 30 quilômetros da capital, San José, Badilla passou mal quando faltavam apenas 200 metros para cruzar a linha de chegada. Mesmo com o resgate, o ex-jogador não conseguiu ser reanimado e veio a falecer em seguida.